# Улисс (космический аппарат)
«Ули́сс» (англ. Ulysses) — автоматическая межпланетная станция (АМС) совместного производства ЕКА и НАСА, предназначенная для изучения Солнца и, в качестве дополнительной миссии, Юпитера.
Аппарат был запущен в октябре 1990 года (запуск был запланирован на 1986 год, но отложен из-за катастрофы «Челленджера»). В общей сложности аппарат проработал более 17 лет, тем самым в четыре раза превысив расчётный срок эксплуатации. Миссия аппарата была официально завершена 1 июля 2008 года по причине недостаточной выработки энергии, необходимой для поддержания ориентации аппарата на Землю.
«Улисс» являлся первым аппаратом, изучавшим Солнце не только из плоскости эклиптики (экваториальной), но и со стороны её полюсов. Его уникальные данные позволили построить более точную модель околосолнечного пространства чем было возможно до этого.
Аппарат участвовал в истории развития представлений о Вселенной с помощью своих космологических исследований.

## Характеристики

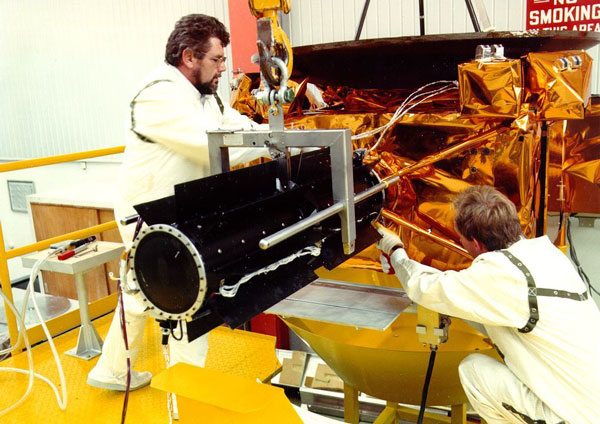
РИТЭГ, установленный на «Улисс».

Масса «Улисса» — около 370 кг в момент старта, в том числе 55 кг научной аппаратуры. Размеры основного корпуса составляли 3,2 × 3,3 × 2,1 метров, мощность термоэлектрической установки (работающей на плутонии-238) — до 285 Вт с постепенным снижением, скорость работы передатчика — до 1024 бит/с.
Научное оборудование аппарата обеспечивало измерение характеристик космической пыли, космических лучей, солнечного ветра, проведение плазменных экспериментов и магнитометрические измерения.
Фото- и телекамер аппарат не имел.

## Траектория

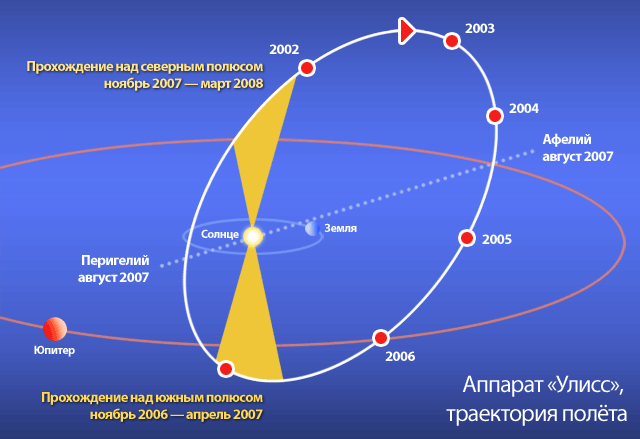
Траектория «Улисса»

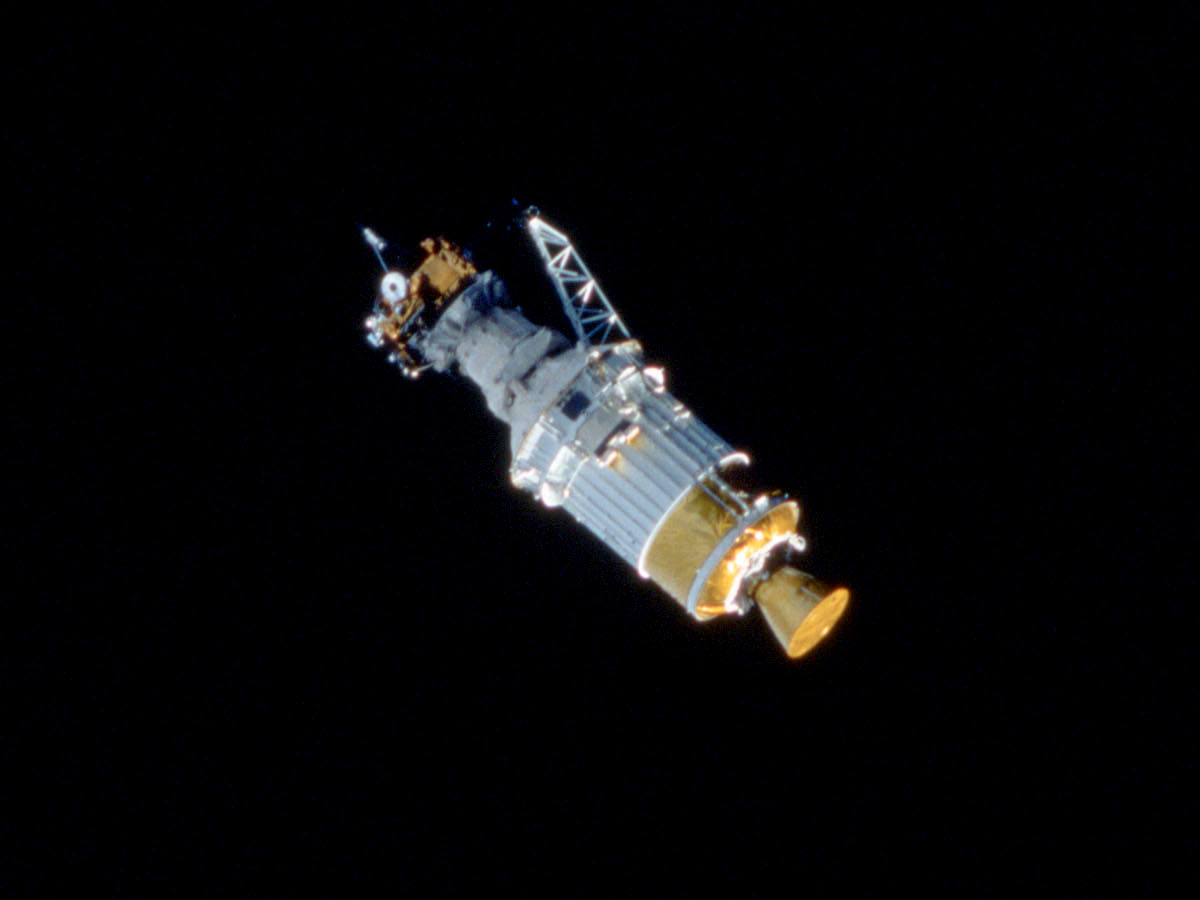
«Улисс» после развёртывания, фотография с борта шаттла «Дискавери», миссия STS-41.

Траектория полёта аппарата была спроектирована таким образом, чтобы «Улисс» пролетел мимо Юпитера. Это вызвано тем, что непосредственное выведение аппарата на солнечную полярную орбиту потребовало бы слишком больших затрат топлива. Поэтому был использован гравитационный манёвр в поле притяжения планеты, что позволило попутно получить ряд ценных сведений о Юпитере.
8 февраля 1992 года космический аппарат «Улисс» прошёл на высоте шести радиусов над Юпитером, за счёт гравитационного поля которого сделал гравитационный манёвр для выхода из плоскости эклиптики (то есть плоскости, в которой обращаются вокруг Солнца планеты), и направился сначала к областям межпланетной плазмы со стороны южного полюса Солнца (измерения в этих областях продолжались с мая по сентябрь 1994 года), а затем к областям со стороны северного полюса (здесь измерения проводились с мая по сентябрь 1995 года). Данные исследования проводились в период солнечного минимума.
Следующее прохождение полярных областей Солнца пришлось на сентябрь-декабрь 2000 года (южный полюс) и 2001 года (северный полюс). Данное прохождение уже пришлось на период солнечного максимума.
В связи с тем, что миссия в феврале 2004 г. была продлена до марта 2008 г. (а в ноябре 2007 г. — до марта 2009 года), у «Улисса» появилась возможность совершить ещё один виток вокруг Солнца. Южный полюс «Улисс» уже исследовал в ноябре 2006 г. — апреле 2007 г., а с января 2008 г. начал исследование северного полюса.

### Основные даты
В ходе миссии «Улисса» были следующие основные события:
- 6 октября 1990 г., 11:47:16 UT — запуск аппарата;
- 8 февраля 1992 г. — прохождение гравитационного поля Юпитера и использование его для добавочного ускорения;
- 26 июня — 5 ноября 1994 г. — первое прохождение южного полюса Солнца;
- 13 сентября 1994 г. — максимальная широта южного полюса Солнца (-80,2°);
- 13 марта 1995 г. — первое пересечение плоскости эклиптики;
- 19 июня — 29 сентября 1995 г. — первое прохождение северного полюса Солнца;
- 31 июля 1995 г. — максимальная широта северного полюса Солнца (+80,2°);
- 1 мая 1996 г. — окончание первостепенной миссии;
- 9 мая 1998 г. — второе пересечение плоскости эклиптики;
- 8 сентября 2000 — 16 января 2001 г. — второе прохождение южного полюса Солнца;
- 27 ноября 2000 г. — максимальная широта южного полюса Солнца (-80,2°);
- 25 мая 2001 г. — третье пересечение плоскости эклиптики;
- 3 сентября 2001 г. — 12 декабря 2001 г. — второе прохождение северного полюса Солнца;
- 13 октября 2001 г. — максимальная широта северного полюса Солнца (+80,2°);
- 4 февраля 2004 г. — прохождение вблизи Юпитера;
- 14 июля 2004 г. — четвёртое пересечение плоскости эклиптики;
- 1 июля 2008 г. — официальное окончание миссии, аппарат работоспособен;
- 30 июня 2009 г. — отключение питания бортовой радиоаппаратуры.

## Результаты
Среди научных результатов важное значение имел обнаруженный факт того, что южный полюс Солнца не имеет фиксированного положения. Также была установлена несколько иная геометрия магнитосферы Юпитера, чем считалось ранее. Как заявил управляющий миссией в ESA, Нигель Ангольд: «Хотя работа аппарата завершается, научные открытия, благодаря собранным данным, будут появляться год за годом».
1 мая 1996 года «Улисс» неожиданно прошёл сквозь газовый хвост кометы C/1996 B2 (Хякутакэ), тем самым показав, что длина хвоста составляет как минимум 3,8 а. e.
В 1999, 2000 и 2007 годах «Улисс» также проходил сквозь газовые хвосты комет C/1999 T1 (Макнота — Хартли), C/2000 S5 и C/2006 P1 (Макнота).
Аппарат предоставлял важные для космологических исследований данные по гамма-всплескам, которые невозможно получить на Земле и в околоземном пространстве. Гамма-лучи практически не преломляются и не отражаются в веществе, в силу этого нет возможности их фокусировать, подобно тому как фокусируется свет в зеркальных или линзовых телескопах, а это, в свою очередь, приводит к невозможности нахождения мало-мальски точного направления на источник гамма-излучения (если излучение наблюдается с единственного телескопа). В силу этих причин заметную долю гамма-всплесков не удаётся связать с известными объектами на небесной сфере, что крайне затрудняет исследование феномена вспышек в гамма-диапазоне. Некоторым решением проблемы определения направления на гамма-всплеск могут служить косвенные методы, например метод, использующий информацию о разнице во времени наблюдения вспышки среди группы разнесённых в пространстве детекторов. Зная скорость гамма-лучей (скорость света) и зная расстояние между детекторами несложно вычисляется и направление, для повышения точности метода требуется только как можно сильнее разнести в пространстве детекторы. В данном случае аппарат «Улисс» уникален тем, что не только удалён от Земли, но и удалён от плоскости эклиптики, в которой расположены практически все остальные детекторы гамма-лучей.